# Let Pan Am 845/26
Let Pan Am 845/26 byl let společnosti Pan American World Airways spojující Seattle a Sydney s mezipřistáním v Portlandu a Honolulu. Dne 26. března 1955 se dopravnímu letounu Boeing 377 Stratocruiser této linky za letu utrhl třetí motor, takže musel nouzově přistát na mořské hladině. Při nehodě zemřely čtyři osoby.

## Historie
Boeing 377 Clipper United States (sériové číslo 15932, imatrikulace N1032V) letu Pan Am 845/26 odstartoval v 8:15 z Mezinárodního letiště Seattle-Tacoma. Jeho první mezipřistání bylo v Portlandu, odkud odstartoval v 10:21, aby pokračoval k druhému mezipřistání v Honolulu. Na palubě bylo osm členů posádky a patnáct cestujících. Letoun byl společnosti Pan Am dodán 21. května 1949. Nalétáno měl 13 655 hodin.
Během letu ve výšce 3048 metrů se objevily vibrace a následně se odtrhl třetí motor. Letoun začal ztrácet výšku, přičemž posádce se nepodařilo zvýšit výkon ostatních motorů. V 11:12 letoun nouzově přistál na mořské hladině 56 kilometrů západně od pobřeží Oregonu. Při tvrdém dosednutí bylo několik osob zraněno. Dalších dvacet minut trvalo, než se potopil. Mezitím proběhla evakuace osob na palubě do tří nafukovacích záchranných člunů.
Místo nehody lokalizoval kapitán W. L. Parks ze 142. stíhací skupiny Oregonské národní gardy se stíhacím letounem F-86F Sabre. Trosečníky zachránila transportní loď amerického námořnictva třídy Bayfield USS Bayfield (APA-33). Na pomoc připlul i tanker SS Idaho Falls. Při nehodě zemřely čtyři osoby: první důstojník Angus Gustavus Hendrick Jr., letový inženýr Donald Read Fowler a cestující John Peterson a David Darrow.
Přesnou příčinu nehody se nepodařilo objasnit. Pravděpodobně byla způsobena ulomením vrtulového listu, které vedlo k vážnému narušení rovnováhy a následnému násilnému oddělení motoru od křídla. Taková porucha do té doby postihla už několik letounů Boeingu 377.